# Lista odcinków serialu Czarownice z East Endu
Poniżej znajduje się lista odcinków serialu telewizyjnego Czarownice z East Endu – który był emitowany przez amerykańską stację telewizyjną  Lifetime od 6 października 2013 roku do 5 października 2014 roku. W Polsce był emitowany od 10 marca 2014 roku do 13 października 2014 przez Fox Life. Powstały dwie serie składające się łącznie z 23 odcinków.
| Sezon | Sezon | Odcinki | Premiera sezonu     | Finał sezonu        | Premiera        | Finał                | Wydanie DVD     | Wydanie DVD          | Wydanie DVD |
| Sezon | Sezon | Odcinki | Premiera sezonu     | Finał sezonu        | Premiera        | Finał                | Region 1        | Region 2             | Region 4    |
| ----- | ----- | ------- | ------------------- | ------------------- | --------------- | -------------------- | --------------- | -------------------- | ----------- |
|       | 1     | 10      | 6 października 2013 | 15 grudnia 2013     | 10 marca 2014   | 5 maja 2014          | 24 czerwca 2014 | 27 października 2014 | brak danych |
|       | 2     | 13      | 6 lipca 2014        | 5 października 2014 | 1 września 2014 | 13 października 2014 | brak danych     | brak danych          | brak danych |

## Sezon 1 (2013)
| Nr | #  | Tytuł                     | Polski tytuł             | Reżyseria       | Scenariusz                        | Premiera             | Premiera         |
| -- | -- | ------------------------- | ------------------------ | --------------- | --------------------------------- | -------------------- | ---------------- |
| 1  | 1  | Pilot                     | Rodzinna tajemnica       | Mark Waters     | Maggie Friedman                   | 6 października 2013  | 10 marca 2014    |
| 2  | 2  | Millicent Fenwick, R.I.P. | Spoczywaj w pokoju       | Jonathan Kaplan | Maggie Friedman                   | 13 października 2013 | 17 marca 2014    |
| 3  | 3  | Today I Am a Witch        | Dziś jestem czarownicą   | Allan Arkush    | Josh Reims                        | 20 października 2013 | 24 marca 2014    |
| 4  | 4  | A Few Good Talismen       | Kilka dobrych talizmanów | Fred Gerber     | Turi Meyer, Al Septien            | 27 października 2013 | 31 marca 2014    |
| 5  | 5  | Electric Avenue           | Elektryczna aleja        | Paul Holahan    | Ron Milbauer, Terri Hughes-Burton | 3 listopada 2013     | 7 kwietnia 2014  |
| 6  | 6  | Potentia Noctis           | Potęga nocy              | John Scott      | Maggie Friedman                   | 10 listopada 2013    | 14 kwietnia 2014 |
| 7  | 7  | Unburied                  | Zmartwychwstanie         | David Solomon   | Josh Reims                        | 17 listopada 2013    | 21 kwietnia 2014 |
| 8  | 8  | Snake Eyes                | Oczy węża                | Peter Leto      | Turi Meyer, Al Septien            | 24 listopada 2013    | 28 kwietnia 2014 |
| 9  | 9  | A Parching Imbued         | Anagram                  | Patrick Norris  | Josh Reims                        | 1 grudnia 2013       | 28 kwietnia 2014 |
| 10 | 10 | Oh, What a World!         | Co za świat!             | John Scott      | Maggie Friedman                   | 15 grudnia 2013      | 5 maja 2014      |

## Sezon 2 (2014)
| Nr | #  | Tytuł                              | Polski tytuł                     | Reżyseria      | Scenariusz                                  | Premiera            | Premiera             |
| -- | -- | ---------------------------------- | -------------------------------- | -------------- | ------------------------------------------- | ------------------- | -------------------- |
| 11 | 1  | A Moveable Beast                   | Ruchoma bestia                   | Allan Arkush   | Maggie Friedman                             | 6 lipca 2014        | 1 września 2014      |
| 12 | 2  | The Son Also Rises                 | Powrót syna                      | Patrick Norris | Richard Hatem                               | 13 lipca 2014       | 8 września 2014      |
| 13 | 3  | The Old Man and the Key            | Stary człowiek i klucz           | Michael Nankin | Turi Meyer, Al Septien                      | 20 lipca 2014       | 8 września 2014      |
| 14 | 4  | The Brothers Grimoire              | Bracia Girmoire                  | Ron Underwood  | Shelley Meals, Darin Goldberg               | 27 lipca 2014       | 15 września 2014     |
| 15 | 5  | Boogie Knights                     | Pląsający rycerz                 | Debbie Allen   | Debra J. Fisher                             | 10 sierpnia 2014    | 15 września 2014     |
| 16 | 6  | When a Mandragora Loves a Woman    | Gdy Mandragora kocha kobietę     | Joe Dante      | Akela Cooper                                | 17 sierpnia 2014    | 22 września 2014     |
| 17 | 7  | Art of Darkness                    | Ciemna strona światła            | Patrick Norris | Yolonda E. Lawrence                         | 24 sierpnia 2014    | 22 września 2014     |
| 18 | 8  | Sex, Lies, and Birthday Cake       | Seks, kłamstwa i tort urodzinowy | Guy Norman Bee | Maggie Friedman Richard Hatem Sarah Tarkoff | 7 września 2014     | 29 września 2014     |
| 19 | 9  | Smells Like King Spirit            | Zapachniało duchem króla         | Tim Andrew     | Turi Meyer Al Septien                       | 14 września 2014    | 29 września 2014     |
| 20 | 10 | The Fall of the House of Beauchamp | Upadek domu Beauchamp            | Mick Garris    | Darin Goldberg Shelley Meals                | 21 września 2014    | 6 października 2014  |
| 21 | 11 | Poe Way Out                        | Wyjście                          | Joe Dante      | Debra J. Fisher                             | 28 września 2014    | 6 października 2014  |
| 22 | 12 | Box to the Future                  | Skrzynka do przeszłości          | Andy Wolk      | Richard Hatem                               | 5 października 2014 | 13 października 2014 |
| 23 | 13 | For Whom the Spell Tolls           |                                  | Allan Arkush   | Maggie Friedman                             | 5 października 2014 | 13 października 2014 |